# Хадж
Хадж (араб. حج, латиніз. hajj) — паломництво в ісламі, пов'язане з відвідуванням Мекки (Мечеть Аль-Харам, Кааба) та її околиць (гора Арафат, долина Міна), та/або в Медину до гробу Мухаммеда. Здійснюється у перші десять днів місяця зуль-хіджжа. Вважається, що хадж повинен здійснити кожен спроможний на це мусульманин, хоча б один раз у житті, — розглядається у мусульман подвигом благочестя.
Хадж є п'ятим «стовпом ісламу» поруч з такими, як молитва (салят) та піст у місяць рамадан.

## Паломництво
Паломництво здійснюється у місяці зуль-хіджжа, який, як і рамадан, є місяцем місячного календаря, а тому припадає на різні пори року. Паломники, вдягнувши спеціальне біле вбрання («іхрам»), проходять церемонію ритуального очищення. Суттєвою частиною ритуалу хаджу є одягання іхраму, тобто, чоловік повинен зняти з себе зшитий одяг та обгорнутися двома шматками незшитої білої чистої тканини: один шмат має закривати його тіло від шиї до стегон, а другий — від поясу до ступнів ніг. Жінка обгортає ці два шматки тканини зверху свого щоденного одягу. Іхрам треба придбати відповідно до правил і він не повинен бути зроблений з шовку чи прозорої тканини.
Одягнувши іхрам, паломник у відповідь на заклик вигукує: «Лаббайк, Аллахумма лаббайк!» «Ла шарика лака лаббайк» (Так, я тут, Господи, я тут. Немає нікого, рівного Тобі. Так, я тут).
З цього моменту вони тимчасово зобов'язуються утримуватись від низки дій, які вважаються забороненими для людини, яка одягла іхрам:
- Від будь-якого полювання на дичину та харчування нею;
- Від сексуальних насолод (і навіть від свідоцтва при укладанні шлюбу).
- Від користування запашними мазями.
- Від будь-яких непорядних вчинків, брехні та обману.
- Від будь-яких суперечок та сварок, особливо, якщо вони супроводжуються присяганням іменем Аллаха.
- Від убивства навіть комах на власному тілі.
- Від усунення волосся на тілі будь-яким способом.
- Від покриття голови та верхньої частини ступні. Голову не слід занурювати навіть у воду.
- Від знаходження під парасольками, дахами автомобілів, літаків (заборона не поширюється на приміщення).
- Від обрізання нігтів, гілок дерев, косіння трави тощо.
- Від застосування косметики та прикрас.
- Від носіння зброї, за винятком тих випадків, коли це продиктовано необхідністю.
- Від потирання чи чухання тіла.

Далі паломники прямують до Кааби, постійно повторюючи фразу «лаббайк». Після семиразового обходу навколо Кааби (таваф) у особливому місці, яке називається «макам Ібрагім» (місце стояння Авраама), вони вершать намаз. Після цього паломники сім разів пробігають відстань між пагорбами Сафа і Марва (сай), п'ють воду зі священного джерела Замзам, яке розташоване неподалік. Нарешті, відрізавши шматочок нігтя чи пасмо волосся, знімають із себе іхрам.
Для продовження хаджу паломники знову зодягають іхрам та прямують до долини Арафат (24 км від Мекки), де проводять у молитвах дев'ятий день місяця зуль-хіджжа з полудня до заходу сонця. Після заходу вони йдуть до «Маш'ар аль-харам» (Священого монументу) за 15 кілометрів від Мекки, де залишаються до ранку. Зі сходом сонця вони вирушають у розташовану неподалік долину Міна. Цього дня починається свято жертвопринесення. Паломники кидають сім камінців в один з трьох особливих стовпів («джамарат 'укба») та здійснюють обряд жертвопринесення, після чого чоловіки голять голови, а жінки обрізають пасмо волосся («таксир»).
У цей же день чи наступного дня вони повертаються до Мекки, здійснюють прощальний обхід навколо Кааби, який супроводжується читанням молитов, а також ритуальний забіг між пагорбами Сафа і Марва. Одинадцятого та дванадцятого зуль-хіджжа паломники відвідують долину Міна, де кидають камінці «джамарат» тепер уже у всі три стовпи  — по сім камінців щоденно у кожен стовп. Ночі, які передують цим двом дням, вони зобов'язані проводити у долині.
Відвідання Мекки у будь-який інший час зі здійсненням усіх ритуалів (крім жертвопринесення) називається малим паломництвом («умра»).
Якщо паломник не може дістатися до Кааби, щоб завершити хадж чи умру, якщо він зустрівся з будь-якою перешкодою, що затримала його, йому необхідно принести в жертву те, що він зможе. Кожен паломник, що затримався, може самостійно принести в жертву одного барана (вівцю), а сім паломників можуть разом принести в жертву одну верблюдицю (верблюда) чи одну корову (бика). Потім паломник повинен поголити голову та звільнитися від іхраму, тому що так вчинив Пророк зі своїми прибічниками, коли язичники не дозволили їм увійти до Мекки у рік підписання Худейбійського миру. Якщо паломник не має можливості здійснити жертвопринесення, то він повинен дотримуватися посту протягом десяти днів і лише після цього зняти іхрам. Так мають вчинити паломники і під час перерваного хаджу (хадж таматту).
Люди, які здійснили хадж, мають право носити зелену чалму та носять почесне звання «хаджи» чи «хаджія».
Щороку, під час хаджу до Мекки, гинуть сотні прочан. Так, в 2024 році, за повідомленням The Guardian, кількість загиблих під час хаджу перевищила 1000 осіб. Близько 10 країн повідомили про смерть 1 081 своїх громадян. Офіційно влада Саудівської Аравії повідомила тільки про 500 загиблих, адже більшість померлих від сонячних і теплових ударів — це незареєстровані віряни. 